# Грег, Фернан
Фернан Грег (фр. Fernand Gregh; 14 октября 1873, Париж — 5 января 1960, Париж) — французский поэт и литературный критик. Член Французской академии (с 1953, кресло 19).

## Биография
Сын композитора Луи Грега (1843—1915). Учился в престижных учебных заведениях (Лицей Людовика Великого, Лицей Кондорсе, где был одноклассником Марселя Пруста), затем изучал философию в Сорбонне.
В 1896 году стал основателем литературного журнала Le Banquet , в котором опубликовал свои первые стихи. С журналом сотрудничали и печатались Марсель Пруст, Робер де Флер, Жак Бизе, Леон Блюм, Анри Бергсон, Гастон де Кайлавет, Анри Барбюс и др.
Работал также в Revue de Paris со дня его основания (1894) и выполнял там функции секретаря редакции и фактического редактора. Сотрудничал во многих толстых журналах и газетах (Revue des deux Mondes, Comoedia и др.) не только как поэт, но и как литературный и музыкальный критик.
Несмотря на плохое здоровье (с детства Грег страдал от мигрени), он много путешествовал по Европе, США, Канаде и Кубе. В 1949—1950 годах был президентом Общества литераторов (фр. Société des gens de lettres).
В 1953 году в возрасте 80 лет, был избран членом Французской академии.

## Творчество
В 1896 году опубликовал свою первую книгу поэзии «Maison de l’Enfance», с которой участвовал в конкурсе поэзии Французской академии и выиграл приз Prix Archon-Pespurouse в размере 2000 франков. В стихотворных сборниках «La maison de l’enfance» (1897) и «La beauté de vivre» (1900), много очень красивых и искренних вещей; первый сборник отражает в себе воспоминания поэта о своём детстве, о родительском доме; во втором поэт переходит к изображению того, как живут и что чувствуют другие люди, вводит в свое творчество гуманные, альтруистические мотивы, стараясь, вместе с тем, подмечать «красоту жизни» даже в таких явлениях, которые, по-видимому, не заключают в себе ничего красивого или имеют грустный, трагический характер.
В ранних стихах Ф. Грега ощутимо влияние парнасцев и символистов: сборники «Дом детства» (1897), «Радости жизни» (1900), «Золотые минуты» (1905) и др. Вскоре, однако, поэт провозгласил возврат к природе и к антиартистизму, развивая традиции французской поэзии XIX века и прежде всего В. Гюго: книги «Вечная цепь» (1910), «Мучительная корона» (1917), «Цвет жизни» (1923). Оригинальны по мысли критические работы Ф. Грега — «Творчество Виктора Гюго» (1933), «Очерк французской поэзии» (1936) и др.
Автор нескольких пьес.
Интересны мемуары Ф. Грега «Золотой век» (1947—1956), «Моя дружба с Марселем Прустом» (1958), его автобиографические книги.

## Награды
- Великий офицер Ордена Почётного легиона